# Основи психології (підручник)
«Основи психології» — навчальне видання із психології для вищих навчальних закладів за редакцією академіків Олександра Киричука, Володимира Роменця та інших.

## Опис
У підручнику узагальнено історичний рух світової психологічної думки, поєднано філософський, власне психологічний та культурологічний підходи до наукового пояснення сутності психологічних явищ людського буття.
У першій частині підручника висвітлюються загальнонаукові теоретико-методологічні положення, які характеризують психологію як самостійну галузь наукового знання. Визначено специфіку предмету і методу психології, що окреслюють її змістові та формальні межі, перспективи розвитку. Здійснено історичний начерк розвитку психологічної думки та окреслено основні галузі психологічної науки, як частки загальнолюдської культури та змістової складової суспільного життя в конкретний історичний проміжок часу — сьогодення.
Друга частина підручника розкриває вчинковий принцип у тлумаченні змісту психічного. Він дає змогу поєднати у розкритті змісту психічного не тільки загальнопсихологічні, а й вікові, екзистенціальні та інші характеристики психологічних феноменів. Використана пояснювальна модель не пропагується як єдино можлива, вона подається як варіант, що не виключає побудову інших — споріднених чи принципово відмінних, але спрямованих до більш глибокого і детального висвітлення змісту психологічних явищ.
Третя частина підручника — це спроба подати модель психології вчинку, яка об'єднує досвід теоретизації та методичного вивчення психологічних явищ світу, набутий у різних напрямах філософської та психологічної науки: феноменології, екзистенціалізмі, онтологічно орієнтованій психології та філософії тощо. Обґрунтовано науково-психологічний метод, що поєднує засоби теоретичного та емпіричного дослідження вчинкових характеристик індивідуального буття людини.
Підручник витримав 6 видань (1995; 1996; 1997; 1999; 2002; 2006), загальний тираж склав 40 000 примірників.

## Нагороди та номінації
У 1995 році підручник визнано одним із кращих серед представлених на конкурс, організований Міністерством освіти України та Міжнародним фондом «Відродження» в рамках Програми «Трансформація гуманітарної освіти в Україні».
У 2000 році відзначено Міжнародною премією імені Г. І. Челпанова 1 ступеня Російської академії освіти.
У 2010 році Міністерством освіти і науки України видання було представлено на здобуття Державної премії України в галузі науки і техніки.

## Критика
- Українська письменниця та засновниця видавництва «Основи» Соломія Павличко критично висловилась стосовно підручника у частині відсутності в ньому істотного висвітлення ідей Фрейда, вчення психоаналізу[5].

- Російський вчений Петро Мясоєд, проводячи паралелі з посібником Григорія Костюка (Психологія, 1968), стверджує, що новітнє українське видання хоч і радикально відрізняється від попереднього радянського, але в той же час свідчить про те, що «нова» психологія не має достатніх підстав для заперечення «старої»[6].